# Cristianesimo in Giordania

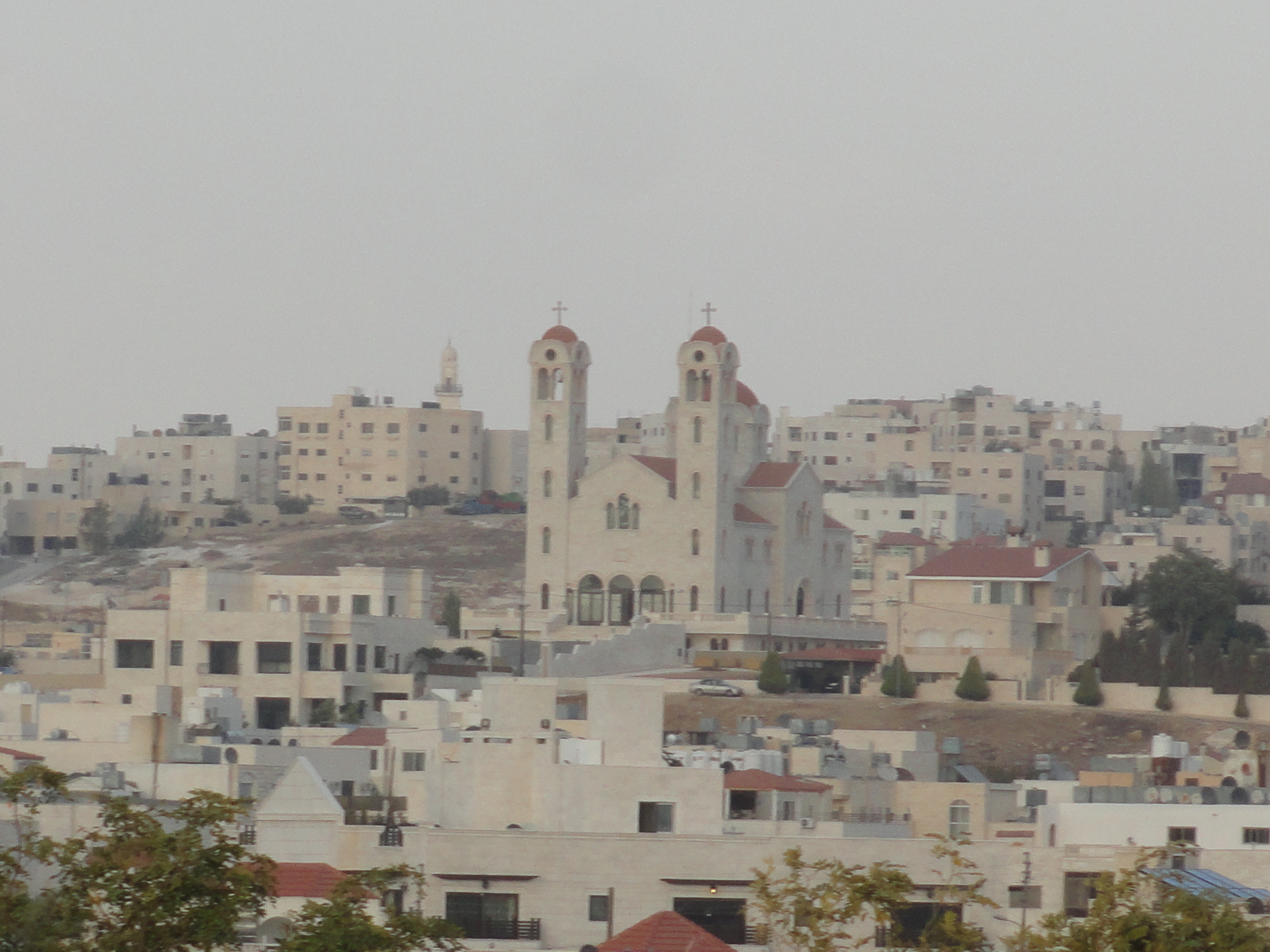
Chiesa ortodossa ad Amman.

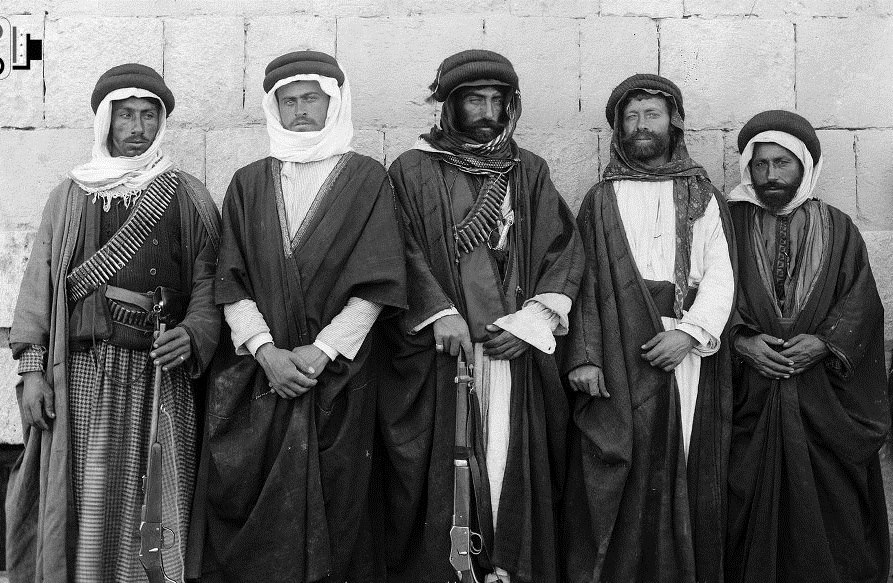
Gruppo di beduini cristiani a Madaba, 1904

Il cristianesimo in Giordania è la seconda religione più diffusa nel paese dopo l'islam; la comunità cristiana giordana rappresenta una delle antiche comunità cristiane al mondo e trae le sue origini alla prima metà del I secolo.
I cristiani sono stimati a tutt'oggi in un numero che va da 174.000 a 390.000 (2,8-6% dell'intera popolazione), di molto inferiore al quasi 30% che erano nel 1950, nonché inferiore alle percentuali cristiane dei vicini stati di Siria, Libano e Palestina. Ciò è dovuto in gran parte a tassi di natalità più bassi in confronto con i musulmani e di un forte afflusso di immigrati musulmani e dei rifugiati provenienti dai paesi limitrofi. Inoltre, una percentuale maggiore di cristiani rispetto ai musulmani emigrano verso i paesi occidentali, con una conseguente grande diaspora cristiana giordana.
I giordani greco-ortodossi si ritiene siano 310.000, la grande maggioranza dei quali arabi. Il numero di cattolici è all'incirca di 70.000 unità e 30.000 sono i protestanti. C'è stato un afflusso di profughi cristiani in fuga dallo Stato Islamico principalmente da Mosul, in Iraq, in numero di circa 7.000 e 20.000 provenienti dalla Siria.
La conversione religiosa di un musulmano a un'altra religione tecnicamente non è consentito. Tuttavia, ci sono casi in cui un musulmano adotta la fede cristiana clandestinamente, rimanendo legalmente musulmano; in tal modo, le statistiche dei cristiani giordani non include i convertiti musulmani al cristianesimo. Uno studio del 2015 stima in circa 6.500 credenti in Cristo provenienti da un background musulmano in Giordania.